# Duivelsteken

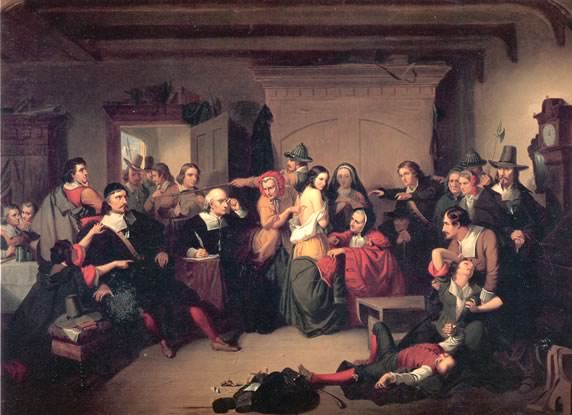

Tijdens de 16de en 17de eeuw was er het wijdverspreide geloof dat de duivel tijdens het paren met een heks haar een lelijk teken toebracht, het duivelsteken of 'stigma diabolicum'. Dit duivelsmerk kon overal op het lichaam van de verdachte aangebracht zijn. Men keek vooral op de rechterschouder, op de kuit van het rechterbeen of op de dijen nabij de geslachtsorganen. Elke moedervlek, wrat, huidvervorming of -verkleuring, elk litteken kan verdacht worden.
Om uit te maken of het om een duivelsteken ging, moest de verdachte de prikproef ondergaan. De beul (of de chirurgijn of dokter) stak in elk van de verdachte lichaamsplekken een lange naald, priem of schaar. Indien er geen bloed uitkwam of wanneer de verdachte geen pijn voelde, was het een duivelsteken. Voor de rechters was dit een aanwijzing: de ondervraging met foltering was dan ten zeerste gewettigd.
Personen die deze prikproef ondergingen waren onder andere Tanneke Sconyncx (Gottem, 1603), Elisabeth de Bode (Heestert, 1659) en Pieter Gheldolf (Mesen, 1660).